# Свадебный марш
Свадебный марш — музыкальная композиция (обычно марш), исполняемая во время свадебной церемонии в момент торжественного появления пары.

## Знаменитые свадебные марши
В России во время свадебной церемонии исполняется «Марш Мендельсона» из музыки «Сон в летнюю ночь», написанной композитором Феликсом Мендельсоном к одноименной комедии Уильяма Шекспира. В Западной Европе и в США во время появления пары исполняется «Свадебный хор» из оперы «Лоэнгрин» Рихарда Вагнера.